# Eugene Simmons
Eugene Scott "Penny" Simmons (15 de noviembre de 1938-26 de septiembre de 2024) fue un regatista bermudeño.
Compitió en los Juegos Olímpicos de Tokio 1964, México 1968 y Múnich 1972 en la clase Dragon, y en  Montreal 1976 en la clase 470.
Ganó el Campeonato del Hemisferio Occidental y Oriente de la clase Snipe en 1956, la medalla de bronce en los Juegos Panamericanos de 1967 y seis campeonatos del mundo de la clase IOD (International One Design).